# Paracilnia neavei
Paracilnia neavei är en bönsyrseart som beskrevs av Werner 1909. Paracilnia neavei ingår i släktet Paracilnia och familjen Mantidae. Inga underarter finns listade i Catalogue of Life.